# 柏果站
柏果站位于中华人民共和国贵州省六盘水市盘州市柏果镇，是水红铁路上的火车站，建于1974年，由中国铁路昆明局集团管辖。

## 歷史
- 建于1974年。

## 业务办理
办理客货运业务。货运：集装箱发到业务。

## 車站周邊
- 柏果江东酒店
- 希伯利亚假日酒店
- 中国工商银行柏果分理处

## 外部連結
- 中国铁路客户服务中心 （页面存档备份，存于）